# Myzostoma laingense
Myzostoma laingense is een ringworm uit de familie Myzostomatidae.
Myzostoma laingense werd in 1998 voor het eerst wetenschappelijk beschreven door Eeckhaut, Grygier & Deheyn.